# بازتاب جهانی کشته‌شدن معمر قذافی
کشته‌شدن معمر قذافی در جهان بازتاب گسترده‌ای داشت که در این نوشتار به آن پرداخته شده است.

## واکنش‌ها
- سازمان ملل متحد: بان کی‌مون، دبیرکل سازمان ملل متحد، کشته‌شدن معمر قذافی را «گذار تاریخی» برای لیبی دانست و گفت: «راه در پیش روی لیبی و مردمش دشوار و پرچالش خواهد بود. اکنون زمان آن فرا رسیده که همه مردم لیبی متحد شوند.»[۱]
- اتحادیه عرب: نبیل العربی دبیرکل جامعه عرب گفت امیدوار است که مرگ معمر قذافی که لیبی را به مدت چهار دهه در مشت آهنین خود داشت، استبداد را از صفحه لیبی بزداید.[۲]
- آفریقای جنوبی: دپارتمان روابط و همکاری‌های بین‌المللی آفریقای جنوبی با اشاره به مرگ قذافی، اعلام کرد که راه‌حل رسیدن به صلح پایدار از طریق مشارکت سیاسی فراگیر و برگزاری انتخابات آزاد ممکن است. دولت آفریقای جنوبی ابراز امیدواری کرد که هر چه زودتر خشونت‌ها پایان یافته و صلح و آرامش برقرار گردد.[۳]
- استرالیا: جولیا جرارد، نخست‌وزیر استرالیا در سخنانی گفت: با پایان یافتن این نبرد طولانی مدت برای آزادی، امروز روز آرامش لیبی است.[۴]
- بریتانیا: دیوید کامرون، نخست‌وزیر بریتانیا، با بیان اینکه مرگ قذافی فرصتی برای به خاطرآوردن قربانیان وی است این واقعه را بختی برای «آینده دموکراتیک» لیبی خواند.[۱]
- ایران: سخنگوی وزارت امور خارجه ایران گفت: این وعده الهی و سرنوشت محتوم همه مستبدان و ظالمان تاریخ است.[۵] محمود احمدی‌نژاد نیز در پاسخ به سؤالی دربارهٔ کشته‌شدن معمر قذافی رئیس‌جمهور لیبی، گفت: معتقدیم در همه جا باید اراده ملت‌ها حاکم باشد چرا که عدالت، آزادی و احترام حق همه ملت هاست؛ البته از اینکه مردم یا هر فردی کشته می‌شود خوشحال‌کننده نیست و ای کاش همه به عدالت و احترام به حقوق ملت‌ها تن می‌دادند.[۶] احمدی‌نژاد با مطرح کردن سؤال چرا بدون محاکمه قذافی را کشتید؟ خواستار پاسخ به این سؤال شد. محمود احمدی‌نژاد در ادامه گفت:محاکمه می‌کردید تا مشخص شود پول ملت لیبی به چه کسانی داده شده است. معلوم می‌شد که چه قراردادها و معاملاتی بسته شده است. [۷][۸]
- برزیل: دیلما روسف، رئیس‌جمهور برزیل نیز گفت: برزیل مرگ قذافی را جشن نمی‌گیرد ولی تغییر و جهت‌گیری کشور لیبی به سوی دموکراسی و آبادانی را تشویق می‌کند.[۹]
- تانزانیا: وزیر امورخارجه تانزانیا، برنارد مِمبه گفت در فرهنگ تانزانیا، مردم هیچ‌گاه از مرگ کسی، حتی اگر آن فرد دشمن آنان باشد، شاد نخواند شد.[۱۰] تانزانیا از مرگ قذافی مغموم و شوک‌زده است. اگرچه قذافی مرده است ولی موضع ما کماکان همان باقی خواهد ماند. جنگ در لیبی از ابتدا اشتباه بود و آن کشور در حال رفتن به چالشی بزرگ است.[۱۱]
- دانمارک: هله ثورنینگ اشمیت، نخست‌وزیر دانمارک گفت: امروز یک روز تاریخی در دوران مبارزهٔ مردم لیبی در راه آزادی و مردم‌سالاری است. قذافی مسئول تمامی این خشونت‌ها و سرکوب در کشورش بود. اکنون حرکت رو به جلو برای لیبی ممکن شده است. من به خوبی شادی مردم لیبی را درک می‌کنم. همچنین احساس همدردی خود را به هزاران نفری که خانواده و دوستانشان را از دست داده‌اند، تمام کسانی که در طول دورهٔ ستیز در لیبی زخمی برداشته‌اند، عمیقاً ابراز می‌دارم. من به تلاش‌هایی که دانمارک در جهت حراست از مردم غیرنظامی لیبی انجام داد، افتخار می‌کنم. هم‌اکنون شورای انتقالی باید روندی را ترتیب دهد و گروه‌های مختلف مردم را دوباره به گِرد هم جمع کند. دانمارک آماده است تا از مردم لیبی حمایت کند.[۱۲]
- زیمبابوه: رابرت موگابه، رئیس‌جمهور زیمبابوه گفت: بر اثر حملات ناتو ما یکی از برادرانمان را از دست دادیم. معمر قذافی یک رهبر واقعی بود که توسط بیگانگان سرنگون شد. او تنها یک لیبایی نبود بلکه قهرمان واقعی آفریقا بود.[۱۳]
- سوریه بعثی: در سوریه که راهپیمایی‌های ضد دولتی از هفت ماه پیش از آن در جریان بود، تظاهرکنندگان با ابراز خوشحالی از سرنوشت قذافی، به خیابان‌ها ریخته و شعار «قذافی رفته است، پس از آن نوبت توست بشار» سر دادند.[۱۴]
- مالت: لارنس گونزی، نخست‌وزیر مالت در واکنش به مرگ قذافی گفت: مرگ قذافی می‌تواند آغازی جدید برای لیبی باشد و مالتی‌ها با تمام توانشان آماده همکاری با لیبی هستند.[۱۵]
- مجارستان: یانوش مارتونی، وزیر امور خارجه مجارستان گفت: مرگ قذافی به معنای پایان دهه‌های استبداد و آغاز فصل جدیدی در تاریخ لیبی است. وی همچنین اظهار داشت که مجارستان آماده است تا نقشی مهمی برای کمک به ایجاد مردم‌سالاری در لیبی ایفا کند.[۱۶]
- واتیکان: در بیانیه‌ای که توسط دفتر مطبوعاتی واتیکان منتشر شد، آمده است: مرگ قذافی پایان یک روند خونین و طولانی مدت برای سرنگونی یک رژیم ظالم است.[۱۷]
- نروژ: جنز استولتنبرگ، نخست‌وزیر نروژ گفت: مرگ قذافی نقطه آغازی برای دموکراسی در لیبی است اما این اتفاق دموکراسی و آزادی را در لیبی تضمین نمی‌کند.[۱۸]
- ونزوئلا: هوگو چاوز، رئیس‌جمهور ونزوئلا پس از تأیید مرگ قذافی گفت: متأسفانه خبر مرگ قذافی تأیید شده است… اما او را کشتند… این هم یک نقض دیگری از حق زندگی یک انسان است. رئیس‌جمهور ونزوئلا افزود او معمر قذافی را مبارزی بزرگ و شهید تلقی می‌کند.
- گرنادا: تیلمن توماس، نخست‌وزیر گرنادا مرگ معمر قذافی را تاسف‌آور توصیف کرد.[۱۹]